# Lagoon Island (Antarktische Halbinsel)
Lagoon Island (englisch für Laguneninsel) ist eine Insel westlich der Antarktischen Halbinsel. Sie ist die nördlichste der Léonie-Inseln und liegt in der Einfahrt zur Ryder Bay an der Südostküste der Adelaide-Insel.
Entdeckt wurde sie bei der Fünften Französischen Antarktisexpedition (1908–1910) unter der Leitung des Polarforschers Jean-Baptiste Charcot. Benannt wurde sie dagegen von Teilnehmern der British Graham Land Expedition (1934–1937) unter der Leitung des australischen Polarforschers John Rymill, welche die Insel im Februar 1936 besuchten. Namensgebend war der Umstand, dass die Insel mit der westlich gelegenen Kirsty Island eine Lagune formt.